# Monumento natural El Morado

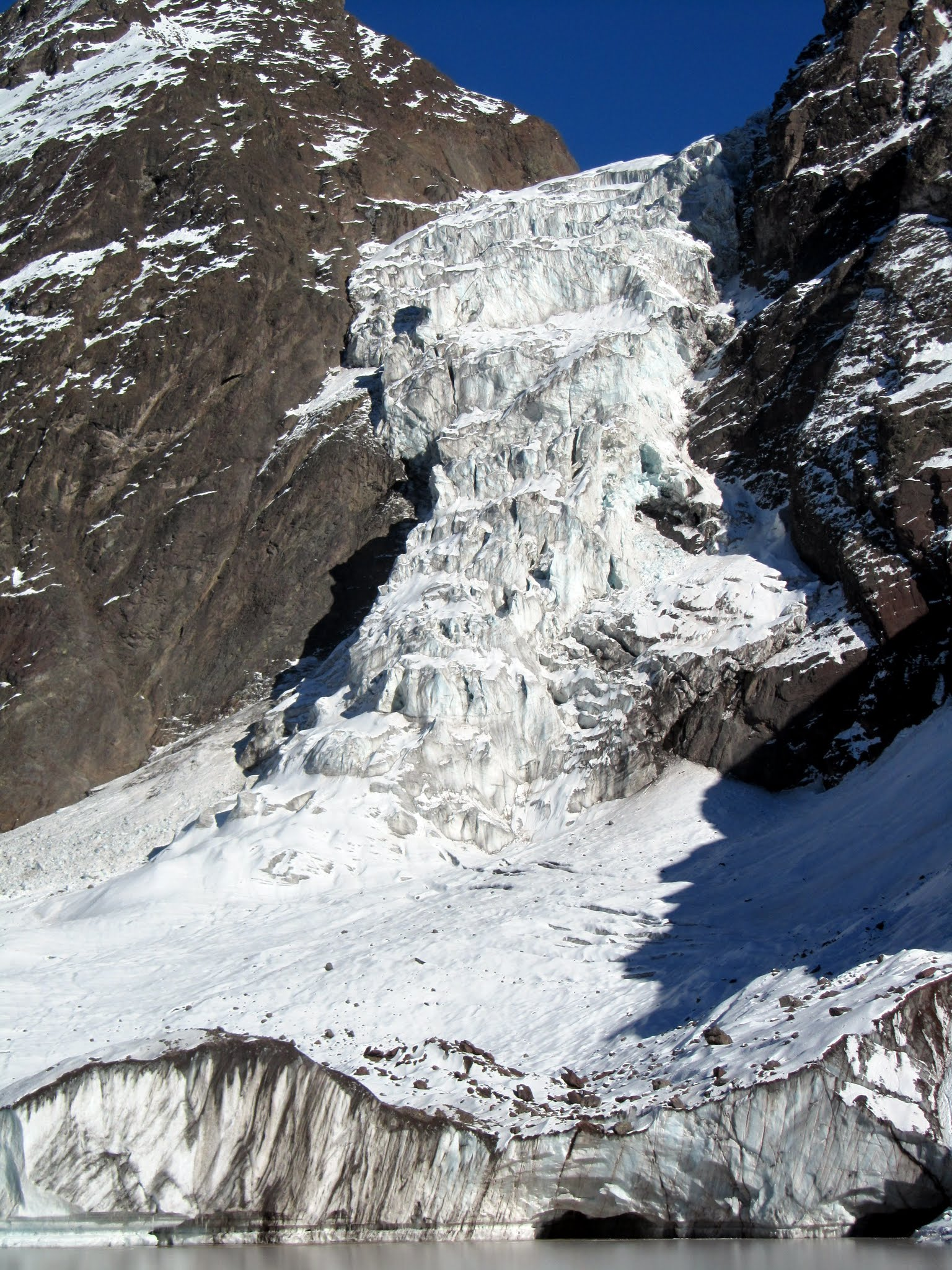
Laguna glaciar 1.

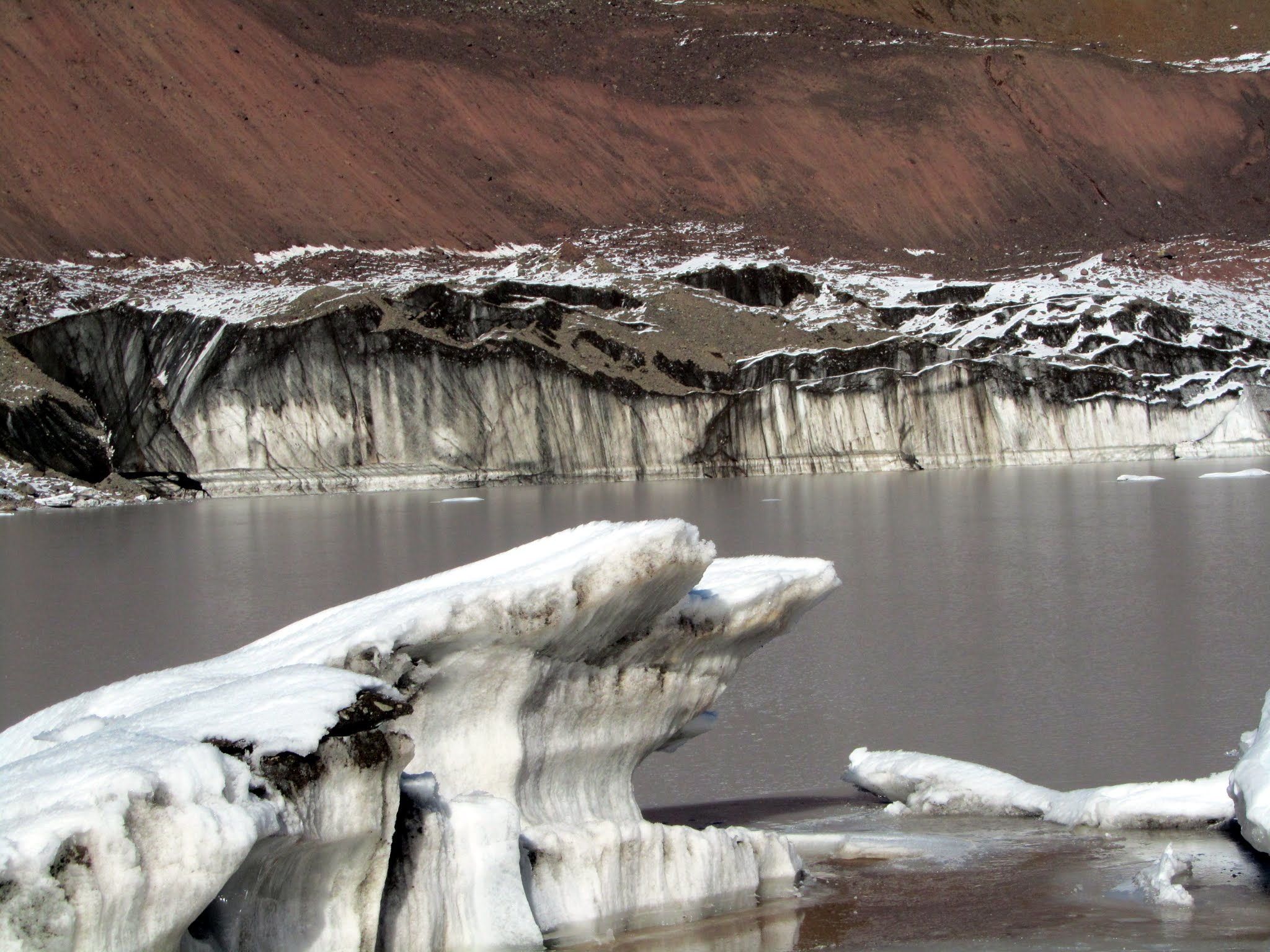
Laguna glaciar 2.

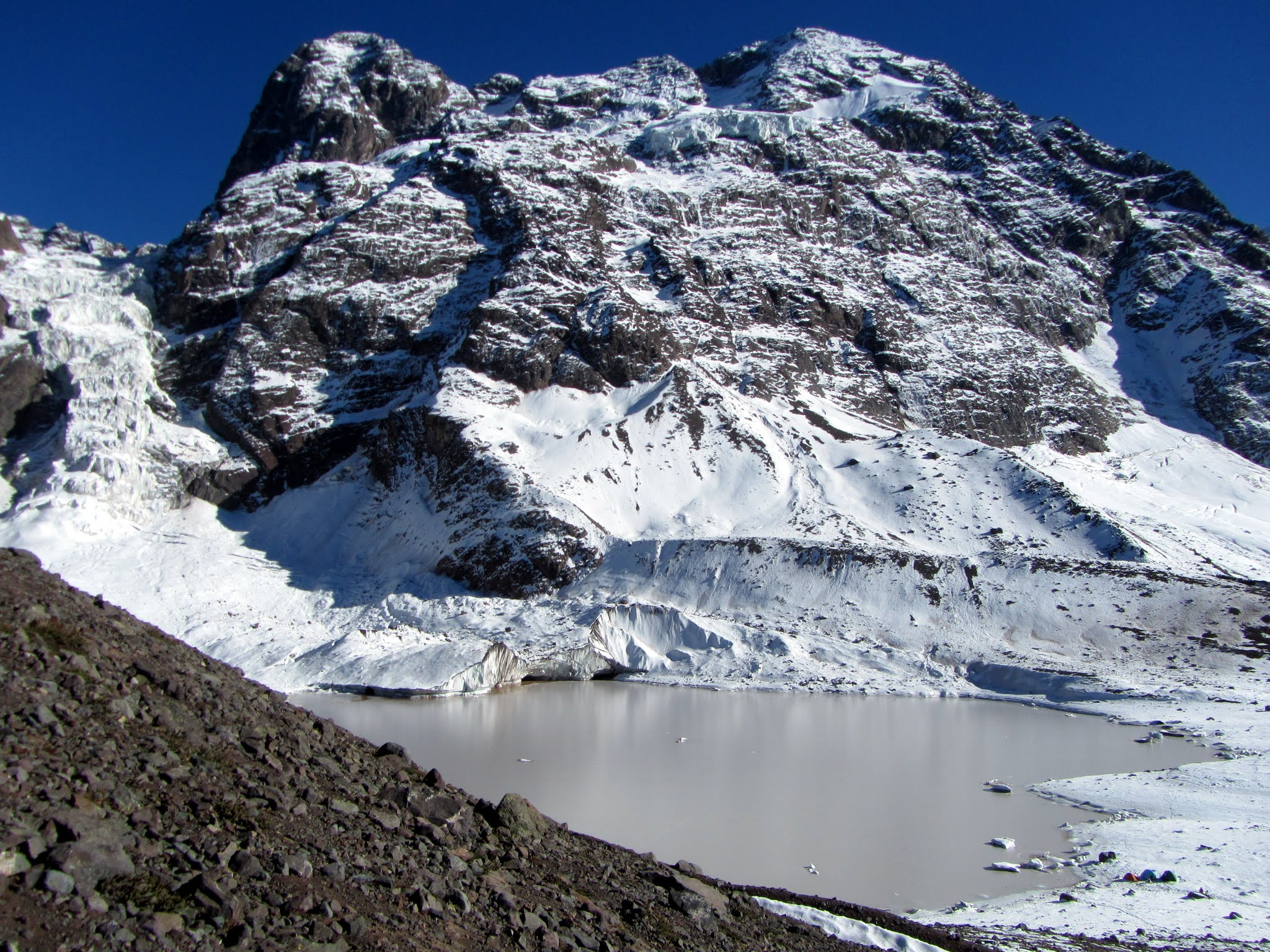
Laguna glaciar 3.

El Monumento Natural El Morado es un Monumento Natural chileno situado en el Cajón del Maipo, Región Metropolitana de Santiago. El monumento es un circo glaciar y forma parte de la cuenca del río el Volcán. El Cerro El Morado domina el paisaje de esta área protegida.
El Monumento Natural El Morado está ubicado en la Región Metropolitana a 93 km al sureste de Santiago, en la Provincia Cordillera. Al oriente de la localidad de Baños Morales en la comuna de San José de Maipo. La principal vía de acceso es la ruta G-25, que une Puente Alto con San José de Maipo-El Volcán (Camino El Volcán). Tiene una superficie de aproximadamente 3.009 ha. y se encuentra bajo la administración de la Corporación Nacional Forestal (CONAF).

## Visitantes
Este monumento natural recibe una gran cantidad de visitantes chilenos y extranjeros cada año.
| Año         | 2012   | 2013   | 2014   | 2015   | 2016   | 2017  | 2018   | 2019   | 2020  | 2021  | 2022  | 2023  | 2024  |
| ----------- | ------ | ------ | ------ | ------ | ------ | ----- | ------ | ------ | ----- | ----- | ----- | ----- | ----- |
| chilenos    | 9.353  | 10.218 | 10.347 | 15.712 | 14.275 | 4.338 | 11.899 | 11.744 | 2.769 | 5.785 | 4.973 | 1.305 | 4.966 |
| extranjeros | 2.672  | 3.142  | 3.730  | 4.503  | 2.756  | 1.081 | 2.004  | 2.678  | 643   | 217   | 594   | 216   | 891   |
| Total       | 12.025 | 13.360 | 14.077 | 20.215 | 17.031 | 5.419 | 13.903 | 14.422 | 3.412 | 6.002 | 5.567 | 1.521 | 5.857 |

## Glaciar
El inventario público de glaciares de Chile 2022 consigna para el glaciarete "Mirador del Morado" un área de o,208 km² y perteneciente a la cuenca del río Maipo.